# Szapáryliget
Szapáryliget (románul: Țipar, szlovákul:  Cipár) falu Romániában, Arad megyében.

## Fekvése
Borosjenőtől 12 km-re nyugatra fekszik.

## Története
Szapáryliget nevét 1883-ban említették először. Ekkor telepitettek le a kincstári Harkályliget pusztán 300 almásiratosi, szentpáli, németczernyei és tökfalvi családot. 1886-ban vált ki Zarándból.
Demográfiai helyzete különleges volt, színes nemzetiségi arányokkal; a környező falvakkal ellentétben a trianoni békediktátum idején szinte egyáltalán nem lakták románok. 1910-ben 2758 lakosából 1315 volt magyar (47,7%), 843 szlovák (!) (30,6%), 554 német (20,1%). A román (oláh) nemzetiséghez csak 44 fő tartozott, a lakosság 1,6%-a. 1992-ben 1405 (40%-a magyar).
Irányítószáma 317302.